# Vermell venecià
El vermell venecià és un pigment que té un color entre vermell i marró i que sorgeix de moldre òxids de ferro. Més fosc que l'escarlata, s'usa en la pintura a l'oli de manera habitual per a paletes vermelles i cobriments. Segons el model de color CMYK correspon a les coordenades (0, 94, 97, 0). Rep el seu nom perquè va fer servir-se àmpliament a Venècia durant el barroc, tant a l'art com per protegir les façanes del desgast, però és un pigment emprat des de l'antigor.

## Substitut modern
Des del segle xviii, el vermell venecià s'elabora mitjançant calcinació d'una barreja de sulfat ferrós i carbonat de calci. Aquesta solució es produeix en un contingut d'un 15-40% d'òxid fèrric i un 60-80% de sulfat de calci. Si la proporció d'aquest últim és considerable, pot ocasionar problemes en les obres pintades a l'oli.